# Puffin volage
Puffinus gavia
Espèce
Statut de conservation UICN

 LC  : Préoccupation mineure
Le Puffin volage (Puffinus gavia) est une espèce d'oiseaux de la famille des Procellariidae.

## Répartition
Cette espèce vit en Nouvelle-Zélande et aux îles Salomon.